# Ernst Jacobi
Ernst Gerhard Ludwig Jacobi-Scherbening (Berlín; 11 de julio de 1933-Viena; 23 de junio de 2022) fue un actor alemán, más conocido por interpretar a Knut Hamsun en la película Adolf Hitler.

## Filmografía
| Año  | Película       | Papel       |
| ---- | -------------- | ----------- |
| 1975 | Derrick        | Paddenberg  |
| 1978 | The Tin Drum   | Lobsack     |
| 1996 | Adolf Hitler   | Knut Hamsun |
| 2009 | Das weiße Band | Narrador    |